# Tekija (Kruševac)
Tekija (em cirílico: Текија) é uma vila da Sérvia localizada na cidade de Kruševac, pertencente ao distrito de Rasina, na região de Rasina. A sua população era de 872 habitantes segundo o censo de 2011.

## Demografia
| 1948 | 1953 | 1961 | 1971 | 1981 | 1991 | 2002 | 2011 |
| ---- | ---- | ---- | ---- | ---- | ---- | ---- | ---- |
| 972  | 1034 | 1001 | 964  | 965  | 1010 | 889  | 872  |